# Ђункуњано
Ђункуњано (итал. Giuncugnano) је насеље у Италији у округу Лука, региону Тоскана.
Према процени из 2011. у насељу је живело 91 становника. Насеље се налази на надморској висини од 872 м.

## Становништво
| 1936. | 1951. | 1961. | 1971. | 1981. | 1991. | 2001. | 2011. |
| ----- | ----- | ----- | ----- | ----- | ----- | ----- | ----- |
| 1.174 | 1.112 | 907   | 697   | 650   | 586   | 538   | 469   |